# Dinkelscherben

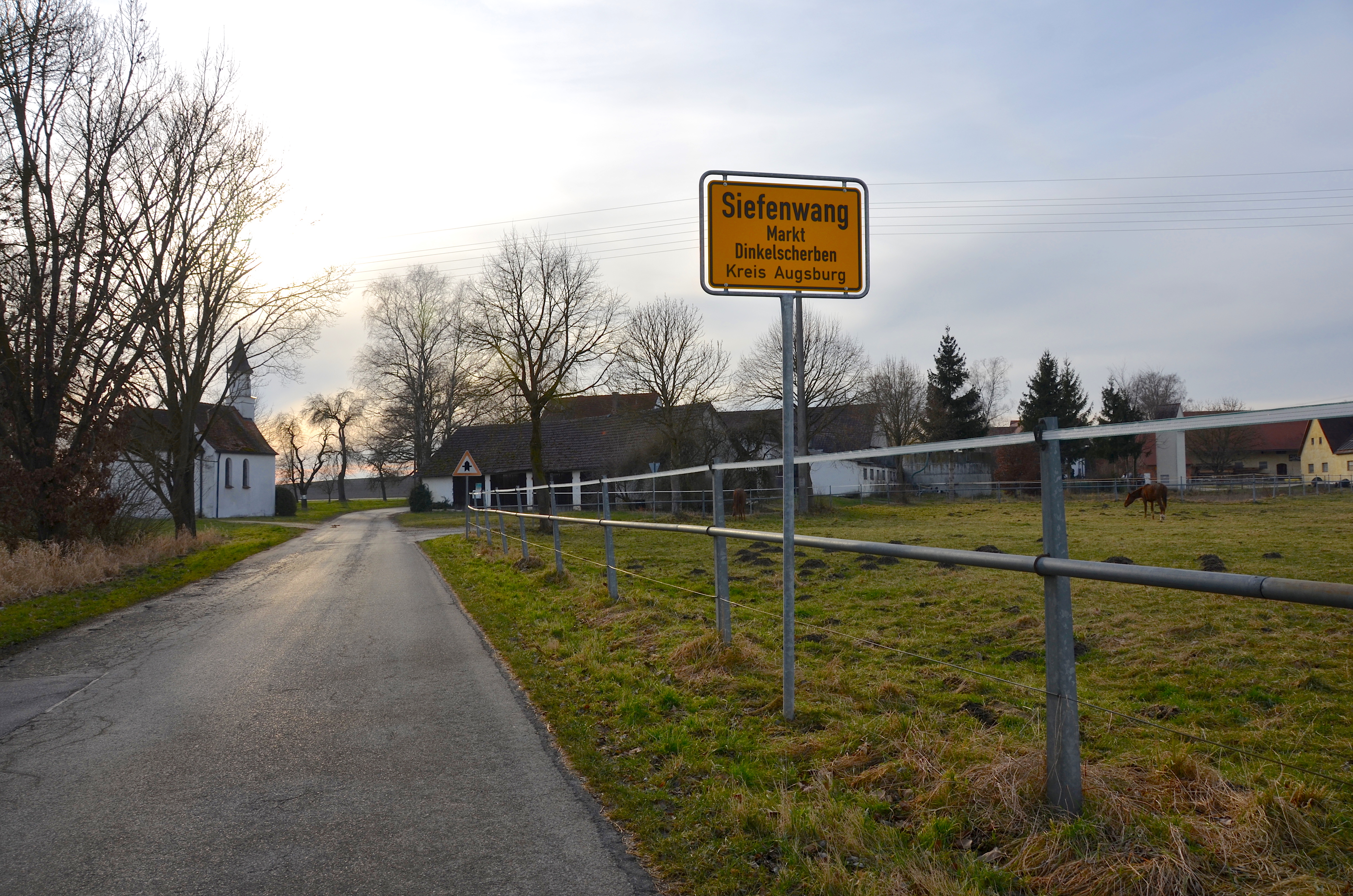
Der Weiler Siefenwang (Oberschöneberg)

Dinkelscherben ist ein Markt im schwäbischen Landkreis Augsburg.

## Geografische Lage
Der Ort liegt etwa 25 Kilometer westlich von Augsburg inmitten des Naturparks Augsburg-Westliche Wälder. Das Gemeindegebiet liegt bis auf kleine Randbereiche in der Landschaft der Reischenau.
Der Fluss Zusam mäandert von Süd nach Nord durch das Gemeindegebiet.

### Gemeindegliederung
Die Gemeinde besteht aus 10 Gemarkungen und hat 21 Gemeindeteile (in Klammern ist der Siedlungstyp angegeben):
- Anried (Pfarrdorf) mit Engertshofen (Dorf)
- Breitenbronn (Pfarrdorf) mit Holzara (Dorf)
- Dinkelscherben (Hauptort) mit Au (Dorf)
- Ettelried (Pfarrdorf)
- Fleinhausen (Pfarrdorf) mit Elmischwang (Einöde)
- Grünenbaindt (Pfarrdorf)
- Häder (Pfarrdorf) mit Schempach (Dorf) und Neuhäder (Kirchdorf)
- Lindach (Dorf)
- Oberschöneberg (Pfarrdorf) mit Reischenau (Dorf), Saulach (Dorf), Siefenwang (Weiler) und Stadel (Dorf)
- Ried (Pfarrdorf) mit Kühbach (Weiler)

### Nachbargemeinden
Zusmarshausen im Norden, Horgau im Nordosten, Kutzenhausen im Osten, Ustersbach und Fischach im Süden, gemeindefreies Gebiet Schmellerforst und Ziemetshausen (Landkreis Günzburg) im Südwesten und Burtenbach (Landkreis Günzburg) im Westen.

## Geschichte
Der Markt Dinkelscherben entstand im 11. Jahrhundert auf einer Waldrodung. Erstmals urkundlich erwähnt wurde der Ort 1162. Vom 15. Jahrhundert bis zur Säkularisation 1803 war der Ort im Besitz des Domkapitels Augsburg, dann kam der Ort zu Bayern. Der Domstift baute Dinkelscherben aufgrund seiner zentralen Lage und der Burg Zusameck im 15. und 16. Jahrhundert zum „Zentralort der Region“ aus. In diesem Zuge erhielt der Ort ein eigenes Hochgericht und eine Pfarrei. Im Jahre 1514 wurde Dinkelscherben von Kaiser Maximilian I. zum Markt erhoben. Im Jahre 1604 wurde das Spital gegründet, welches bis heute besteht.
Im Zuge der Verwaltungsreformen im Königreich Bayern entstand mit dem Gemeindeedikt von 1818 die heutige Gemeinde. Von 1862 bis 1929 gehörte Dinkelscherben zum Bezirksamt Zusmarshausen und ab 1929 zum Bezirksamt Augsburg, das ab 1939 dann als Landkreis Augsburg bezeichnet wurde.
Am 31. Juli 1928 ereignete sich der Eisenbahnunfall von Dinkelscherben, ein Auffahrunfall zweier Züge, verursacht durch eine Weichen- und Signalstörung. Dabei kamen 23 Menschen ums Leben.
Im Zuge der kommunalen Neuordnung Bayerns wurde am 1. Juli 1972 die Gemeinde Anried eingemeindet. Am 1. Januar 1977 kam Ettelried hinzu. Am 1. Mai 1978 folgten Breitenbronn, Fleinhausen, Grünenbaindt, Häder, Lindach, Oberschöneberg und Ried. Zu den ansässigen Unternehmen gehört die Ferrum GmbH, ein Buderus-Tochterunternehmen.
Im Juni 2024 kam es in der Folge des Hochwasser in Süddeutschland 2024 in Dinkelscherben zu großflächigen Überschwemmungen der südlichen Hälfte des Ortes, mit ungefähr 150 vollgelaufenen Kellern. Weiterhin wurden Bankkeller geflutet, und in einem Supermarkt stand das Wasser über 50 cm hoch. Es wird von einem mittleren 2-stelligen Millionenschaden ausgegangen, da oft sämtliche Hausanschlüsse wie die der Elektrizitätsversorgung sowie Heizungsanlagen Totalschäden erlitten.
200 Freiwillige der Feuerwehren, 120 Einsatzkräfte aus Franken, sowie weitere hunderte Helfer waren bis zu einer Woche mit Aufräumarbeiten beschäftigt.

## Wappen und Ortsname
Die Wappenbeschreibung des Marktes Dinkelscherben lautet: Gespalten von Rot und Silber, belegt mit einem grünen Blumenscherben, aus dem drei goldene Dinkelhalme wachsen. Das Wappen zeigt auf rot-weißem Hintergrund ein grünes Fass, aus dem drei Ähren ranken. Das Wappen sowie der heutige Ortsname stammt jedoch aus einer Fehldeutung. Urkunden aus dem Mittelalter belegen den Ortsnamen „Tenchelserum“ welcher wiederum vom Wort „Dankilo“ oder „Tenchilo“ („die Siedlung am Weidegrund des Dankilo“) abstammt. Bereits im 16. Jahrhundert kannten die Bewohner allerdings den Ursprung nicht mehr und interpretierten den Ortsnamen lautlich um zum Wort „Dinkelscherben“, woraus sich auch das bis heute gültige Wappen erklärt. Die Farben Rot und Weiß im Hintergrund sind die Farben des Domstifts.
Das Ursprüngliche Wappen wurde von Kaiser Ferdinand I 1540 verliehen. Das Wappen ist ein senkrecht geteiltes Schild, links rot und rechts weiß. Mittig ist ein grüner Blumentopf (Scherben) dargestellt, aus welchen drei goldene Ehren hervorsprossen.
Verlauf der historischen Namen des Ortes (Auswahl):
- zwischen 1217 und 1220 Tenchelserum, nach dem Dienstmann Friedrich von Tenchelserum (Fridricus de Tenchelserum)[12]
- 1290 Tenkelscherben, nach Konrad von Tenkelscherben[13]
- 1316 Denkelsherbe[12]
- ab ca. 1791 Dinkelscherben[14]

## Einwohnerentwicklung
Zwischen 1988 und 2018 wuchs der Markt von 6176 auf 6425 um 249 Einwohner bzw. um 4 % – der geringste prozentuale Zuwachs einer Gemeinde im Landkreis Augsburg im genannten Zeitraum.

## Politik

### Bürgermeister
Bürgermeister ist seit 2014 Edgar Kalb (parteilos, Unabhängige Wählergruppe); er wurde am 29. März 2020 in der Stichwahl mit 54,8 % für weitere sechs Jahre gewählt, nachdem er am 15. März 2020 unter drei Bewerbern im ersten Wahlgang 49,2 % erreicht hatte. Sein Vorgänger war Peter Baumeister (parteilos) (1996–2014).

### Marktgemeinderat
Sitzverteilung im 20-köpfigen Marktgemeinderat (Amtszeit Mai 2020 bis April 2026):
- CSU: 6 Sitze (32,0 %)
- Unabhängige Wählergruppe: 5 Sitze (25,2 %)
- Freie Wähler Dinkelscherben: 3 Sitze (17,9 %)
- Bündnis 90/Die Grünen: 3 Sitze (12,9 %)
- SPD: 2 Sitze (8,8 %)
- ÖDP: 1 Sitz (3,2 %)

Seit Ende 2017 (Wechsel einer Gemeinderätin von der Unabhängigen Wählergruppe zur SPD) galt folgende Sitzverteilung:
- CSU: 7 Sitze
- Unabhängige Wählergruppe: 4 Sitze
- Freie Wähler Dinkelscherben: 4 Sitze
- SPD: 5 Sitze

## Sehenswürdigkeiten

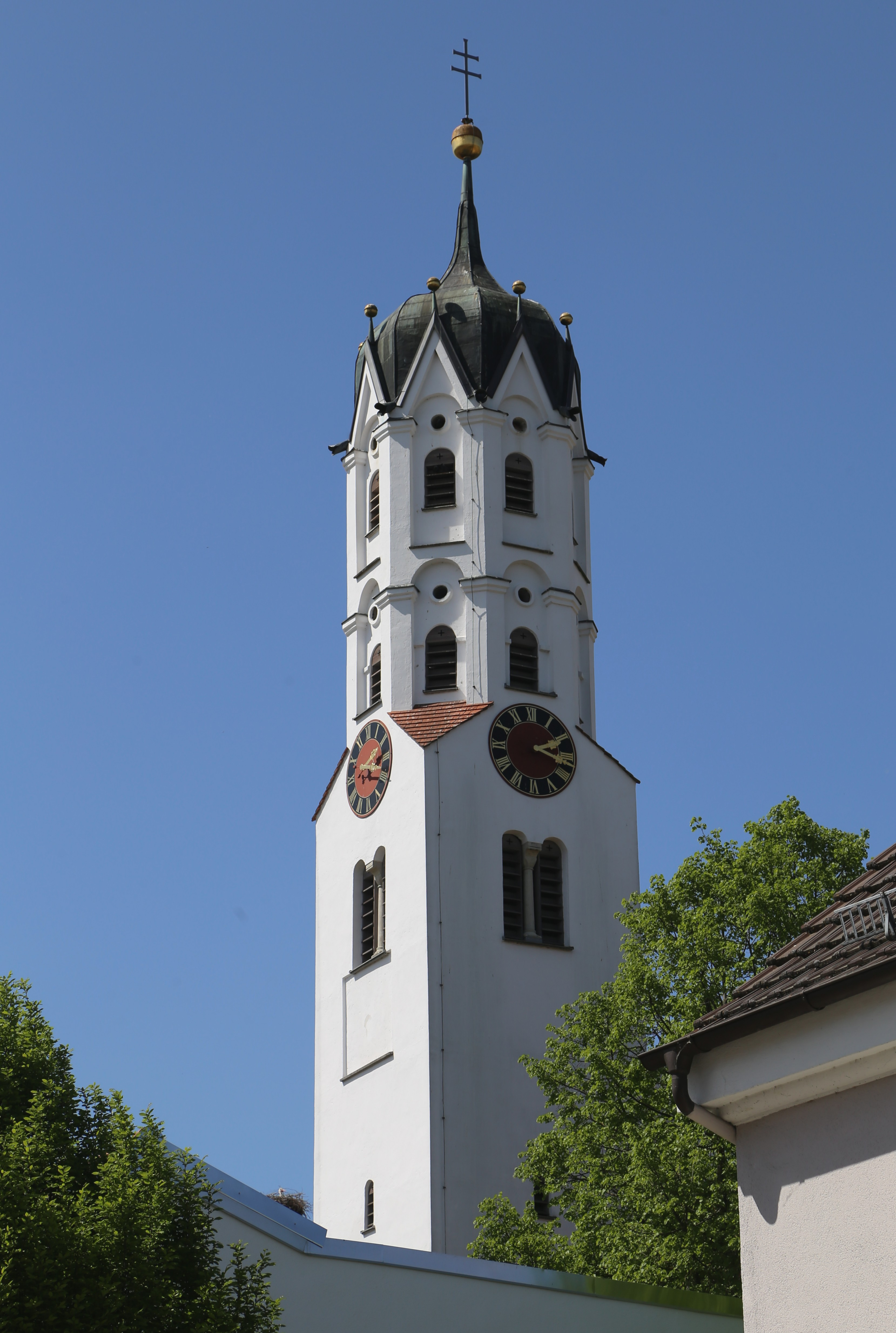
Kirchturm der St.-Anna-Kirche in Dinkelscherben

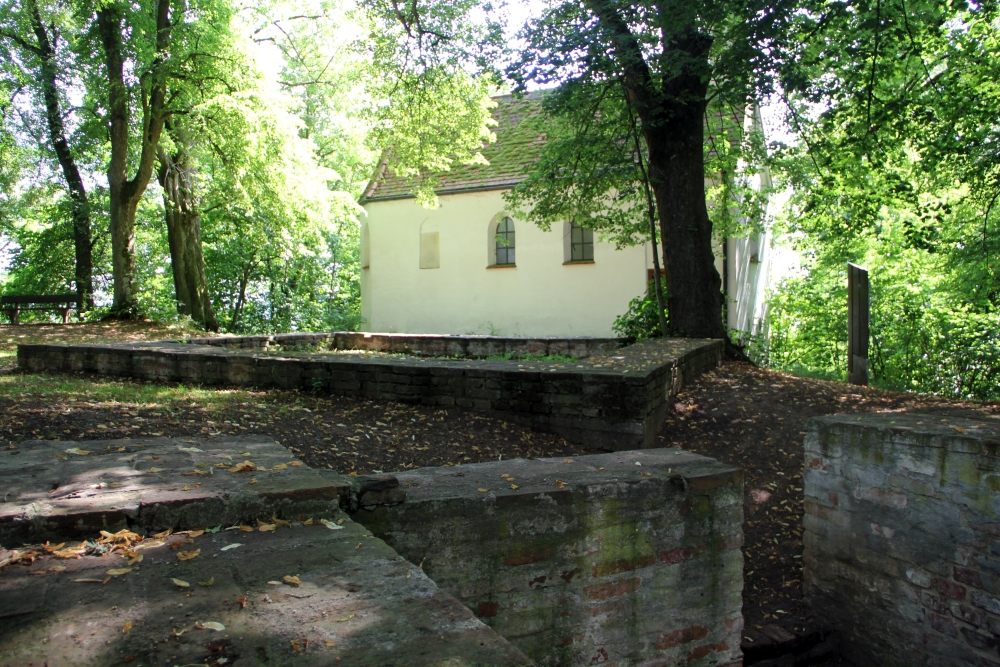
Burgruine Zusameck mit Kapelle auf dem Kaiserberg bei Dinkelscherben

Das Ortsbild wird dominiert von der katholischen Pfarrkirche St. Anna. Sie wurde 1507 errichtet und 1580 um einen Turm ergänzt. Im 18. Jahrhundert wurde das gesamte Gebäude barockisiert. Sehenswert ist auch die Burgkapelle, die als einziges Gebäude der Burg Zusameck bis heute erhalten wurde. Ebenfalls in der Ortsmitte steht das denkmalgeschützte Spital, welches im Jahr 1604 durch den Augsburger Domdekan Johann Hieronymus Stir von Ostrach gegründet und 2019 durch das Engagement der Dinkelscherbener Bevölkerung vor der Schließung bewahrt wurde. Bis heute befindet sich im Gebäude ein Seniorenheim.

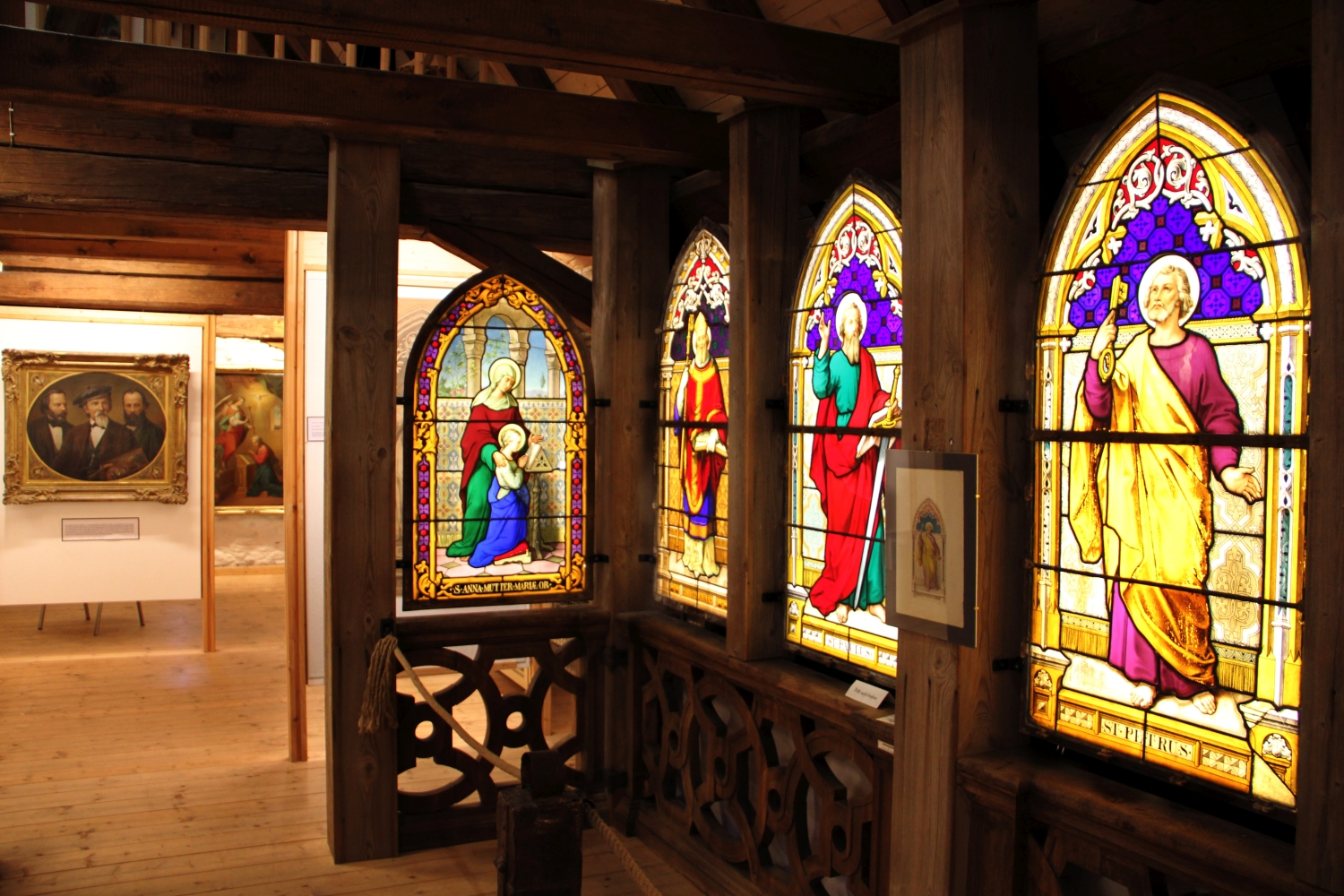
Scherer-Galerie und Heimatmuseum Reischenau

Das Heimatmuseum Reischenau umfasst heimatkundliche und kulturgeschichtliche Exponate in drei Abteilungen: Exponate aus der Vor- und Frühgeschichte der Reischenau, eine Dokumentation des bäuerlichen Alltags des 18. und 19. Jahrhunderts und die weltweit einmalige Scherer-Galerie. Die Scherer-Galerie ist weltweit die einzige, die einen Großteil des Nachlasses der Malerbrüder Scherer aus Ettelried beherbergt. Die Malerbrüder arbeiteten in vielen Ländern Europas. Ihre Glasfenster findet man selbst in Amerika.
Auf drei Rundgängen können über den Kulturpfad kulturell wertvolle Gebäude und bedeutende Geschichtsorte in Dinkelscherben und seinen Ortsteilen besichtigt werden. Entlang der Pfade sind Stelen aufgestellt und liefern Informationen zu den Orten und Sehenswürdigkeiten. Route 1 führt durch den Hauptort Dinkelscherben. Route 2 umfasst den Bereich des östlichen Gemeindegebietes um Häder und Teile der Reischenau. Und Route 3 führt über den südlichen Teil mit Reischenau und den westlichen Ortsteilen Grünenbaindt und Fleinhausen. Route 1 kann zu Fuß erkundet werden. Für die beiden anderen Routen empfiehlt sich zumindest ein Fahrrad.

## Freizeitaktivitäten und Kultur
Das Leben in Dinkelscherben und in seinen Ortsteilen zeichnet sich durch ein breites Angebot für Freizeit, Kultur und Tourismus aus. Über 100 Vereine, Gruppen und heimische Künstler gestalten aktiv und oftmals ehrenamtlich das kulturelle Leben im Gemeindegebiet.

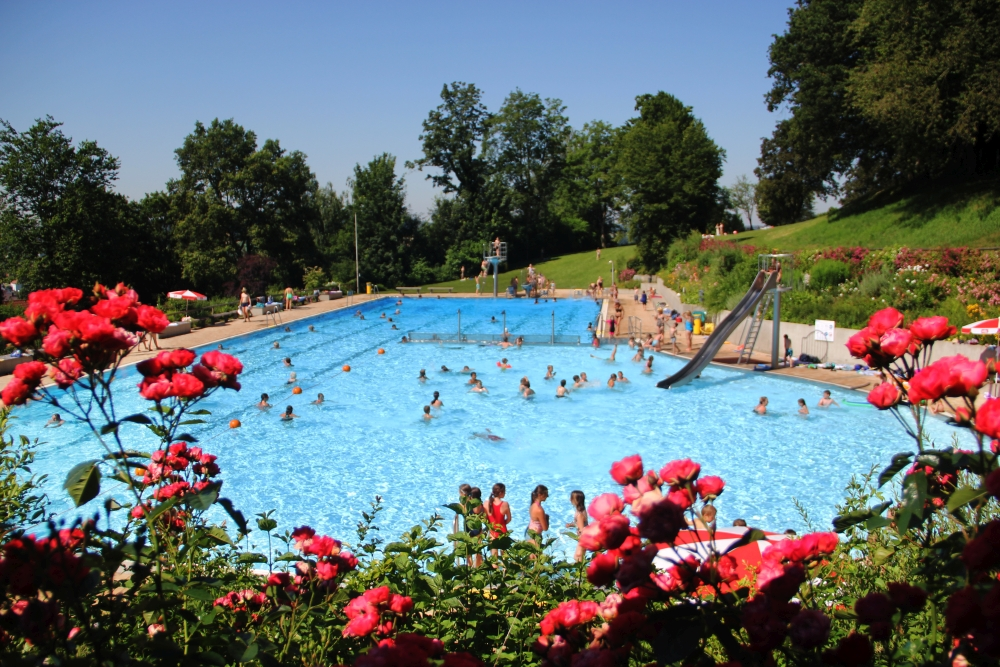
Panoramabad in Dinkelscherben

Das Panoramabad ist bietet neben einem 50-m-Schwimmerbecken mit Sprungturm und Rutsche, großer Liegewiese auch einen Kinderspielplatz und ein beheiztes Kinderplanschbecken. Ebenfalls befindet sich auf dem Kaiserberg am Rande des Ortes ein Trimm-dich-Pfad und ein Naturlehrpfad sowie das Sportgelände des TSV-Dinkelscherben e. V. In der gesamten Reischenau im Naturpark Westliche Wälder finden sich viele Kilometer an Wanderwegen, die für Radtouren oder ausgiebige Spaziergänge geeignet sind. Der Otto-Schneider-Rundweg führt über die Reste der Burg Zusameck in den mit Fichten bewachsenen Uhlenberg zur Wolfsburg im angrenzenden Steinekirch.
In Dinkelscherben befinden sich zwei kostenlose E-Bike-Ladestationen. Im gesamten Gemeindegebiet gibt es mehrere öffentliche Spielplätze.

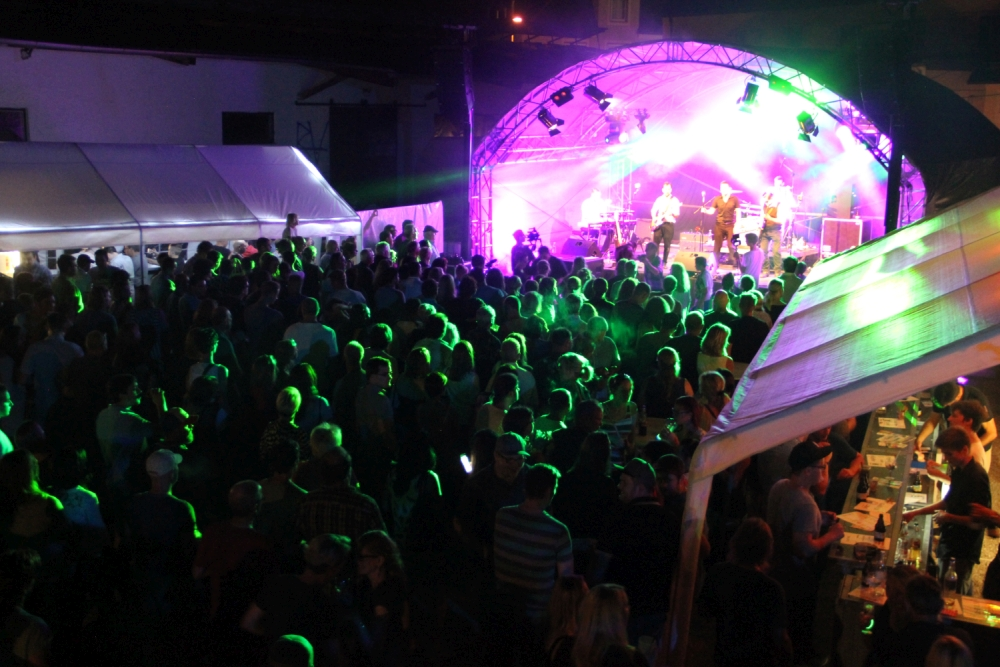
Dinkel-Festival

Musikalisch engagiert sich unter anderem die Musikvereinigung Dinkelscherben mit diversen Konzerten, dem Sommerfest im Rathausgarten oder dem Neujahrsspielen. Klassische Musik wird in regelmäßigen Abständen bei den Rathauskonzerten dargeboten. Am letzten Juli-Wochenende findet in Dinkelscherben das Dinkel-Festival statt.
Alle drei Jahre finden in Dinkelscherben und seinen Ortsteilen die Kulturwochen „Reischenauer Markstoi“, mit zahlreichen Veranstaltungen aus allen möglichen kulturellen Bereichen, statt. Seit 1980 beteiligen sich jedes Mal dutzende Vereine, Gruppen und engagierte Bürger an den Kulturwochen.

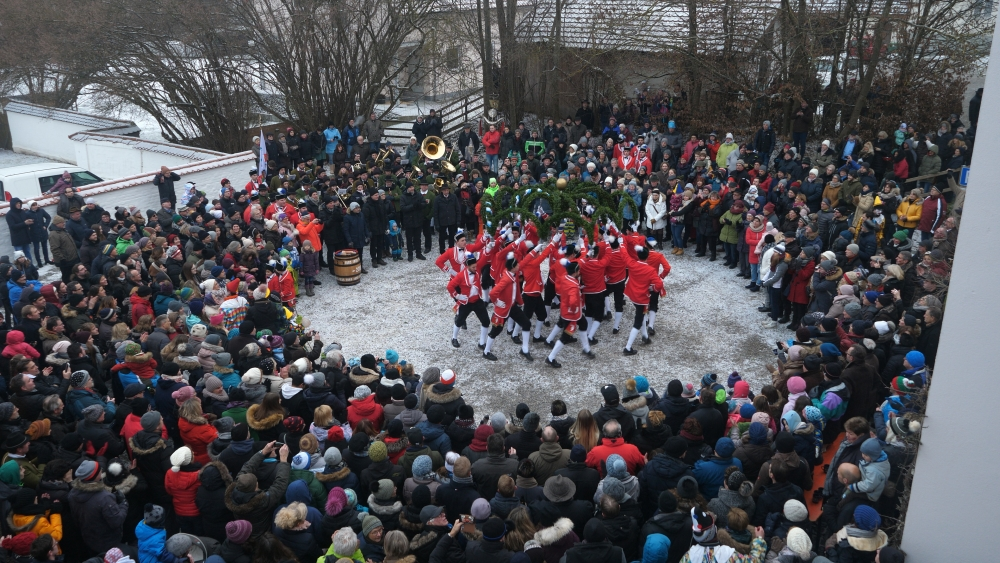
Schäfflertanz in Dinkelscherben. Tanzsaison 2019. Hier: im Rathaushof Dinkelscherben

Alle sieben Jahre wird in Dinkelscherben in der Faschingszeit der Dinkelscherbener Schäfflertanz aufgeführt. Der Überlieferung nach entstand die Tradition des Schäfflertanzes nach den Pestjahren 1517 in München. Neben den Tänzern, welche mit Buchsbögen die verschiedensten Tanzfiguren formen, sind die Fassklopfer in das Geschehen mit eingebunden. Das vom Publikum jedes Mal mit Spannung erwartete Ein Höhepunkt des Tanzes sind die Clowns, die die jeweiligen Tanzbesteller und die Geschehnisse im Ort aufs Korn nehmen. Die Tradition besteht in Dinkelscherben seit 1893, am längsten in ganz Bayerisch-Schwaben. Das ungeschriebene Gesetz bestimmt, dass die Teilnehmer mindestens 18 Jahre alt, männlich und unverheiratet sein, sowie ihren Wohnsitz in Dinkelscherben haben müssen. Mit Ausnahme der Jahre des Ersten und Zweiten Weltkrieges fand das Spektakel seit jeher, alle sieben Jahre, von Heilig-Drei-König bis zum Faschingsdienstag an Wochenenden und an den Feiertagen, statt. Der letzte Schäfflertanz in Dinkelscherben fand 2019 statt.

## Verkehr
Heute wird der fünfgleisige Bahnhof Dinkelscherben durch Züge der Regional-Express-Linie 9 (Ulm – Augsburg – München) und Regionalbahn-Linie 86 (Dinkelscherben – Augsburg – München) bedient, die jeweils im Stundentankt verkehren.
Mit Eröffnung der Teilstrecken Augsburg–Dinkelscherben zum 26. September 1853 und Dinkelscherben–Burgau am 1. Mai 1854 erhielt Dinkelscherben über die somit entstehende Bahnstrecke Augsburg–Ulm, die ein Teil der Bayerischen Maximiliansbahn war, Anschluss an das Eisenbahnnetz. Zudem wurde am 15. Dezember 1894 die Lokalbahn Dinkelscherben–Thannhausen eröffnet, die die Gemeinden Thannhausen und Ziemetshausen mit der Hauptstrecke verband. Wegen der sinkenden Fahrgastzahlen wurde der Personenverkehr auf der Nebenbahn am 24. September 1966 eingestellt. Mitte der 1990er Jahre sank auch das Güteraufkommen, sodass der Güterverkehr zum 31. Januar 2000 eingestellt und die Strecke daraufhin abgebaut wurde.
Durch die Anschlussstelle des Nachbarorts Zusmarshausen ist Dinkelscherben günstig über die Autobahn A8 erreichbar.

## Persönlichkeiten
- Manfred Porkert (1933–2015), Sinologe, Professor an der Universität München, befasste sich mit der Chinesischen Medizin, lebte in Dinkelscherben.

## Töchter und Söhne des Ortes
- Julian Kania (* 2001), Fußballspieler
- Michael Kalb (* 1989), Filmproduzent, Regisseur und Moderator
- Maximilian Hornung (* 1986), Musiker
- Eduard Oswald (* 1947), Politiker der CSU, Bundesminister a. D., Vizepräsident des Deutschen Bundestages a. D.
- Adalbert Mayer (1934–2023), römisch-katholischer Geistlicher, Kirchenrechtler und Hochschullehrer
- Julius Streicher (1885–1946), war ein deutscher Publizist und Politiker (DSP, NSDAP) aus dem Ortsteil Fleinhausen, der zu Dinkelscherben gehört.
- Otto Geiselhart (1890–1933), Politiker der SPD
- Josef Fischer (* 1898–nach 1963) Landrat im Landkreis Grafenau und Richter am Bayerischen Verwaltungsgerichtshof
- Anna Stobitzer (1886 in Harburg – 1948), Malerin[30]
- Joseph Scherer (1814–1873), Maler und Glasmaler aus dem heutigen Ortsteil Ettelried
- Johann Rieger (1655–1730), Maler und Zeichner
- Anton Höfer (1764–1837), Lehrer und Kirchenmusiker, der in Ettelried geboren wurde